# Ecclisomyia kamtshatica
Ecclisomyia kamtshatica là một loài Trichoptera trong họ Limnephilidae. Chúng phân bố ở miền Cổ bắc.